# Protestantische Kirche (Annweiler am Trifels)
Die Protestantische Stadtkirche Annweiler am Trifels ist neben dem Trifels das Wahrzeichen der alten Reichsstadt Annweiler am Trifels. Die evangelische Stadtkirche am Marktplatz wurde im Jahre 2003 850 Jahre alt. Ihr gotischer Turm, der höchste von Annweiler, beherrscht seit jeher das Stadtbild.

## Geschichte
In den Jahren 1151 bis 1153 wurde auf dem heutigen Platz eine romanische Kirche mit Vierungsturm und kleinem Dachreiter (siehe hierzu auch das Wappen von Annweiler) errichtet. Um 1318 wurde die Kirche um einen frühgotischen Chor, der bis zur Zerstörung durch Bomben im Jahr 1944 Bestand hatte, und einen markanten Nordostturm erweitert.
Am Ende des 15. Jahrhunderts wurde diese Kirche baufällig, und man ersetzte sie durch eine spätgotische Halle des Philipp von Gmünd (eingeweiht 1491). Um 1500 kam die Sakristei hinzu. In der Renaissance wurde die Kirche um zwei Joche nach Westen erweitert. Um 1730 erhielt der Turm sein oberstes Geschoss und die eindrucksvolle Turmhaube. 1758 stürzte das Dach ein, und 1785 musste die Kirche wegen Baufälligkeit geschlossen werden. 1789 wurde die barocke Kirche des Friedrich Gerhard Wahl fertiggestellt. 
Die Kirche wurde in den Jahren 1928/29 restauriert. Am 29. Dezember 1944 wurde die Kirche durch den britischen Luftangriff bis auf den Turm und die Nordwand des Kirchenschiffs völlig zerstört. Von 1950 bis 1953 wurde die Kirche im modernen Stil durch Otto Seibel wiederaufgebaut.

## Ausstattung
Neben dem Turm aus dem Jahr 1318 sind im Innern der Kirche die bunten Chorfenster von 1952 mit Szenen aus dem Leben Jesu Christi und dem Alten und Neuen Testament sehenswert.

## Personal
Zurzeit ist Thomas Lang Pfarrer in der Kirche. Daneben arbeiten noch 14 Presbyterinnen und Presbyter in der Kirchengemeinde.